# Steven So'oialo
Pas d'image ? Cliquez ici

a Compétitions nationales et continentales officielles uniquement.

b Matchs officiels uniquement.
Dernière mise à jour le 3 septembre 2018.
Steven So'oialo, né le 11 mai 1977 à Moto'otua (Samoa), est un joueur de rugby à XV, qui joue avec l'équipe des Samoa évoluant au poste de demi de mêlée. Il a également été sélectionné pour l'équipe des Pacific Islanders, sélection des meilleurs joueurs des Fidji, des Samoa et des Tonga.
Il est le frère aîné de l'international néo-zélandais Rodney So'oialo. 

## Carrière

### En équipe nationale
Steven So'oialo obtient sa première cape internationale le 18 septembre 1998, à l’occasion d’un match contre l'équipe des Tonga.
Il compte trois participations à la phase finale de la Coupe du monde : 1999 (4 matchs), 2003 (4 matchs), 2007 (3 matchs).

## Palmarès
Avec l'équipe des Samoa
- 38 sélections
- 25 points (5 essais)
- Sélections par année : 2 en 1998, 7 en 1999, 2 en 2000, 7 en 2001, 4 en 2002, 6 en 2003, 3 en 2004, 1 en 2005, 6 en 2007

Avec les Pacific Islanders
- 2 sélections en 2004